# Domitilla D'Amico
Domitilla D'Amico (Roma, 5 settembre 1982) è una doppiatrice, direttrice del doppiaggio e attrice italiana.

## Biografia
Nata a Roma da Arnaldo D'Amico, docente di ingegneria elettronica, e Maria Francesca Aronica, titolare di uno studio fisioterapico; la famiglia della madre è per metà francese, il che favorisce D'Amico nel doppiare spesso personaggi che si trovano a parlare in quella lingua. Esordì come attrice nel 1986, all'età di quattro anni, recitando insieme a Ferruccio Amendola nella pubblicità di una marca di detersivo; il debutto nel mondo del doppiaggio avvenne quattro anni dopo, quando venne chiamata per dare voce a due personaggi del film La voce della Luna, diretto da Federico Fellini, il quale durante la lavorazione ritrasse anche la bambina in alcuni suoi disegni.
In qualità di doppiatrice, Domitilla D'Amico è la voce italiana ricorrente di Scarlett Johansson, Kirsten Dunst, Margot Robbie, Emma Stone, Eva Green, Léa Seydoux, Raven-Symoné e Lea Michele. Ha prestato la sua voce in alcune significative interpretazioni a Emily Blunt, Anne Hathaway, Emmy Rossum, Jena Malone, Anna Paquin, Mandy Moore, Mila Kunis, Zoe Kazan. Nel film Sybil (2007), tratto da un caso clinico di disordine da personalità multipla, doppia Tammy Blanchard nel ruolo di Sybil Dorsette, interpretata in sette modi diversi. È inoltre doppiatrice di Neytiri (Zoe Saldana) in Avatar di James Cameron, il film con più incassi nella storia del cinema e uno dei più popolari di sempre.
Per quanto riguarda l'animazione, ha doppiato Daphne Blake nella serie animata di Scooby-Doo, nonché nei film in cui il personaggio è stato interpretato da Sarah Michelle Gellar, e ha lavorato a La gabbianella e il gatto, Chicken Little - Amici per le penne, Arthur e il popolo dei Minimei, Ratatouille e La principessa e il ranocchio. Tra i personaggi delle serie anime da lei doppiati figurano Haruhi Suzumiya in La malinconia di Haruhi Suzumiya, Urumi Kanzaki in GTO, Yukari in Paradise Kiss, Noi-chan in Perfect Girl Evolution, Kiki e Ursula nell'edizione italiana del 2002 di Kiki - Consegne a domicilio, Lettie in Il castello errante di Howl di Hayao Miyazaki, Kallen Kozuki in Code Geass: Lelouch of the Rebellion; ha inoltre preso parte al doppiaggio di due differenti edizioni di Neon Genesis Evangelion e a Le situazioni di Lui & Lei, in cui recita apparendo in prima persona nelle anticipazioni degli episodi al fianco di Francesca Manicone. Sotto la direzione di Francesco Vairano, Domitilla D'Amico ha doppiato il personaggio della fata turchina da adulta, interpretata da Marine Vacth, nel film Pinocchio (2019) di Matteo Garrone, sia nella versione italiana che in quella inglese.
Come attrice recita inoltre accanto a Francesco Carnelutti in Non temere (2016), cortometraggio realizzato in collaborazione con Rai Cinema nell'ambito del progetto Pianeta Alzheimer e volto a sensibilizzare il pubblico sulle condizioni dei malati di Alzheimer, proiettato in svariate sale cinematografiche in occasione della relativa giornata mondiale (21 settembre).
Nel 2019 presta la sua voce per il cortometraggio C'è un eroe in ognuno di noi per divulgare le manovre salvavita.

## Vita privata
È sposata con Marco Infussi dal 25 luglio 2010 e ha avuto due figli: Charlotte, nata il 6 gennaio 2011, e Francesco Infussi, nato nel 2015, anche loro doppiatori.

## Doppiaggio

### Film
- Scarlett Johansson in La giusta causa, L'uomo che sussurrava ai cavalli, In fuga per la libertà, La verità è che non gli piaci abbastanza, Iron Man 2, The Avengers, Hitchcock, Captain America: The Winter Soldier, Avengers: Age of Ultron, Captain America: Civil War, Ghost in the Shell, Crazy Night - Festa col morto, Thor: Ragnarok, Avengers: Infinity War, Captain Marvel, Avengers: Endgame, Storia di un matrimonio, Jojo Rabbit, Black Widow, Fly Me to the Moon - Le due facce della Luna, Jurassic World - La rinascita
- Margot Robbie in The Wolf of Wall Street, Focus - Niente è come sembra, Suite francese, Sopravvissuti, The Legend of Tarzan, Whiskey Tango Foxtrot, Suicide Squad, Vi presento Christopher Robin, Tonya, Terminal, Maria regina di Scozia, C'era una volta a... Hollywood, Birds of Prey e la fantasmagorica rinascita di Harley Quinn, Bombshell - La voce dello scandalo, The Suicide Squad - Missione suicida, Amsterdam, Babylon, Barbie, Asteroid City
- Kirsten Dunst in Piccole donne, Spider-Man, Spider-Man 2, Wimbledon, Elizabethtown, Marie Antoinette, Spider-Man 3, Star System - Se non ci sei non esisti, Love & Secrets, Melancholia, The Wedding Party, On the Road, Upside Down, Anchorman 2 - Fotti la notizia, I due volti di gennaio, Midnight Special - Fuga nella notte, Il diritto di contare, L'inganno, Il potere del cane, Civil War
- Emma Stone in La rivolta delle ex, Easy Girl, Crazy, Stupid, Love, Amici di letto, The Help, Gangster Squad, Comic Movie, Magic in the Moonlight, Irrational Man, La La Land, La favorita, Crudelia, Povere creature!, Kinds of Kindness
- Léa Seydoux in Mission: Impossible - Protocollo fantasma, Sister, La vita di Adele, La bella e la bestia, Grand Budapest Hotel, The Lobster, È solo la fine del mondo, The French Dispatch of the Liberty, Kansas Evening Sun, France, Storia di mia moglie, Crimes of the Future, Dune - Parte due
- Eva Green in The Dreamers - I sognatori, Perfect Sense, Dark Shadows, Womb, White Bird, 300 - L'alba di un impero, Miss Peregrine - La casa dei ragazzi speciali, Quello che non so di lei, Nocebo, I tre moschettieri - D'Artagnan, I tre moschettieri - Milady
- Anne Hathaway in Il cavaliere oscuro - Il ritorno, Interstellar, Song One, Lo stagista inaspettato, Ocean's 8, Serenity - L'isola dell'inganno, Cattive acque, Locked Down, Armageddon Time - Il tempo dell'apocalisse, The Idea of You
- Mila Kunis in Codice Genesi, Il cigno nero, Ted, 90 minuti a New York, Bad Moms 2 - Mamme molto più cattive, Il tuo ex non muore mai, Breaking News a Yuba County, Quattro buone giornate, La ragazza più fortunata del mondo
- Emily Blunt in Il club di Jane Austen, Wolfman, I fantastici viaggi di Gulliver, Il pescatore di sogni, Il mondo di Arthur Newman, Into The Woods, Il ritorno di Mary Poppins, Jungle Cruise, Oppenheimer, The Fall Guy
- Mena Suvari in American Beauty, Le insolite sospette, Sonny, Vizi di famiglia, Factory Girl, Trauma, Domino, Edmond
- Jena Malone in Gioco d'amore, The Dangerous Lives of Altar Boys, Rovine, Oltre le regole - The Messenger, Hunger Games - La ragazza di fuoco, Hunger Games - Il canto della rivolta - Parte 1, Hunger Games - Il canto della rivolta - Parte 2
- Mandy Moore in I passi dell'amore - A Walk to Remember, Amori in corsa, Saved!, Romance & Cigarettes, American Dreamz, Perché te lo dice mamma, Midway
- Carey Mulligan in An Education, Shame, A proposito di Davis, Wildlife, La nave sepolta, Una donna promettente, Anche io
- Zoe Kazan in Nella valle di Elah, Revolutionary Road, È complicato, Ruby Sparks, The Big Sick - Il matrimonio si può evitare... l'amore no, Il complotto contro l'America
- Amber Heard in Never Back Down - Mai arrendersi, The Rum Diary - Cronache di una passione, Machete Kills, 3 Days to Kill, Magic Mike XXL, The Danish Girl
- Alice Eve in Crossing Over, ATM - Trappola mortale, The Raven, Fredda è la notte, Into Darkness - Star Trek, Conspiracy - La cospirazione
- Anna Paquin in A Walk on the Moon - Complice la luna, Scoprendo Forrester, La 25ª ora, Buffalo Soldiers, Margaret
- Katie Cassidy in Cambia la tua vita con un click, Io vi troverò, Nightmare, Monte Carlo, Kill for Me - Legami di morte
- Christina Ricci in Cursed - Il maleficio, Black Snake Moan, Speed Racer, Penelope, Bel Ami - Storia di un seduttore
- Zoe Saldana in Crossroads - Le strade della vita, Avatar, Colombiana, The Words, Avatar - La via dell'acqua
- Erika Christensen in Traffic, Swimfan - La piscina della paura, Litigi d'amore, Gardener of Eden - Il giustiziere senza legge, Will Trent
- Florence Pugh in Lady Macbeth, Midsommar - Il villaggio dei dannati, Una famiglia al tappeto, A Good Person
- Olga Kurylenko in Hitman - L'assassino, Momentum, Morto Stalin, se ne fa un altro, L'uomo che uccise Don Chisciotte, The Paradox Effect
- Evan Rachel Wood in Thirteen - 13 anni, The Missing, Correndo con le forbici in mano, The Conspirator
- Abbie Cornish in Stop-Loss, Sucker Punch, Limitless, Geostorm
- Rita Ora in Cinquanta sfumature di grigio, Southpaw - L'ultima sfida, Cinquanta sfumature di nero, Cinquanta sfumature di rosso, Descendants: L'ascesa di Red
- Natalia Tena in About a Boy - Un ragazzo, Harry Potter e l'Ordine della Fenice, Harry Potter e il principe mezzosangue, Harry Potter e i Doni della Morte - Parte 1
- Tina Majorino in Amarsi, Andre, Waterworld, Veronica Mars - Il film
- Gemma Arterton in Quantum of Solace, Tamara Drewe - Tradimenti all'inglese, La ragazza che sapeva troppo, The King's Man - Le origini
- Olivia Munn in Magic Mike, Liberaci dal male, Un poliziotto ancora in prova, La festa prima delle feste
- Michelle Monaghan in Vizio di famiglia, Lo spaccacuori, Source Code, Sleepless - Il giustiziere
- Rachel Nichols in Conan the Barbarian, G.I. Joe - La nascita dei Cobra, Il mistero del bosco
- Brittany Murphy in I marciapiedi di New York, Sin City, The Ramen Girl
- Samantha Morton in The Libertine, Elizabeth: The Golden Age, Control
- Teresa Palmer in L'apprendista stregone, Sono il Numero Quattro, La battaglia di Hacksaw Ridge
- Alison Lohman in White Oleander, La leggenda di Beowulf, Drag Me to Hell
- Keira Knightley in Love Actually - L'amore davvero, Non lasciarmi, Collateral Beauty
- Ashley Johnson in La mia adorabile nemica, What Women Want - Quello che le donne vogliono, Fast Food Nation
- Jennifer Carpenter in The Exorcism of Emily Rose, Quarantena, Solo per vendetta
- Heather Matarazzo in Pretty Princess, Sorority Boys, Principe azzurro cercasi
- Freida Pinto in Incontrerai l'uomo dei tuoi sogni, L'alba del pianeta delle scimmie, Immortals
- Lynn Collins in X-Men le origini - Wolverine, John Carter, Wolverine - L'immortale
- Julia Jones in The Twilight Saga: Breaking Dawn - Parte 1, The Twilight Saga: Breaking Dawn - Parte 2, Un uomo tranquillo
- Amanda Seyfried in 9 vite da donna, Mank, Ve ne dovevate andare
- Krysten Ritter in Notte brava a Las Vegas, Lei è troppo per me, Big Eyes
- Rachael Taylor in Il collezionista di occhi, Bottle Shock, Gold - La grande truffa
- Rihanna in Battleship, Valerian e la città dei mille pianeti, Annie - La felicità è contagiosa
- Bérénice Bejo in L'incredibile viaggio del fachiro, Il principe dimenticato, Il materiale emotivo
- Kaley Cuoco in Hop, Il giorno perfetto, Gioco di ruolo
- Génesis Rodríguez in Tusk, Run All Night - Una notte per sopravvivere
- Heather Graham in Blessed - Il seme del male, Prima o poi s...vengo!
- Monica Keena in Delitto + castigo a Suburbia, Freddy vs. Jason
- Kerry Condon in Danny the Dog, F1 - Il film
- Beyoncé in Dreamgirls, Obsessed
- Maggie Gyllenhaal in Donnie Darko, Uomini & donne
- Kristen Stewart in Panic Room, Disastro a Hollywood
- Rose McGowan in Grindhouse - A prova di morte, Grindhouse - Planet Terror
- Dominique Swain in Tart - Sesso, droga e... college, Alpha Dog
- Raven-Symoné in Il dottor Dolittle 2, In viaggio per il college
- Katherine Heigl in Molto incinta, Tre all'improvviso
- Eva Amurri in Due amiche esplosive, Davanti agli occhi
- Olivia Thirlby in Juno, Fa' la cosa sbagliata
- Lizzy Caplan in Mean Girls, Allied - Un'ombra nascosta
- Shiri Appleby in Pazzo pranzo di famiglia, La guerra di Charlie Wilson
- Riki Lindhome in L'ultima casa a sinistra, Cena con delitto - Knives Out
- Amanda Crew in Sex Movie in 4D, Adaline - L'eterna giovinezza
- Michelle Rodriguez in Widows - Eredità criminale, Alita - Angelo della battaglia
- Ana Claudia Talancón in L'amore ai tempi del colera, Chiamata senza risposta
- Catalina Sandino Moreno in Che - L'argentino, Ballerina
- Sarah Michelle Gellar in Scooby-Doo, Scooby-Doo 2 - Mostri scatenati
- Kate Melton in Scooby-Doo! Il mistero ha inizio, Scooby-Doo! La maledizione del mostro del lago
- Charisma Carpenter in I mercenari - The Expendables, I mercenari 2
- Rebecka Liljeberg in Fucking Amal, Il bacio dell'orso
- Laura Smet in Corpi impazienti, La damigella d'onore
- Marine Vacth in Pinocchio (versione italiana e versione inglese), Masquerade - Ladri d'amore
- Mackenzie Davis in Blade Runner 2049, Speak No Evil - Non parlare con gli sconosciuti
- Megan Fox in Jennifer's Body
- Samantha Esteban in Harsh Times - I giorni dell'odio
- Elizabeth Debicki in Il grande Gatsby
- Emmy Rossum in Beautiful Creatures - La sedicesima luna
- Jamie Chung in Dragonball Evolution
- Samantha Ivers in Inside Man
- Melissa George in 30 giorni di buio
- Kō Shibasaki in Battle Royale
- Kazue Fukiishi in The Call - Non rispondere
- Isabel Jewell in Orizzonte perduto (secondo doppiaggio)
- Kate Hudson in Bride Wars - La mia migliore nemica
- Amy Adams in Julie & Julia
- Diane Kruger in Bastardi senza gloria
- Rebecca Hall in Transcendence
- Stefanie Martini in Mistero a Crooked House
- Amber Tamblyn in Un alibi perfetto
- Dafne Fernández in Goya
- Seo Woo in The Housemaid
- Sophia Myles in Tristano & Isotta
- Chiara Tortorella in Il nascondiglio
- Noureen DeWulf in Piacere, sono un po' incinta
- Malin Åkerman in Watchmen
- Marguerite Moreau in Beverly Hills Chihuahua
- Lindsay Sloane in Un marito di troppo
- Mia Wasikowska in Amelia
- Shannyn Sossamon in L'amore non va in vacanza
- Alexandra Roach in The Iron Lady
- Dania Ramírez in X-Men - Conflitto finale
- Abigail Spencer in Il grande e potente Oz
- Cecily Strong in Ghostbusters
- Liesel Matthews in Air Force One
- April L. Hernandez in Freedom Writers
- Jessica McNamee in La memoria del cuore
- Antonique Smith in Notorious B.I.G.
- Holly Valance in DOA: Dead or Alive
- Joss Stone in Eragon
- Amanda Michalka in Amabili resti
- Kelly Reilly in Orgoglio e pregiudizio
- Natalie Martinez in Broken City
- Vanessa Minnillo in Disaster Movie
- Élodie Bouchez in CQ
- Julie Gonzalo in Fuga dal Natale
- Alexa Davalos in The Chronicles of Riddick
- Bradley Pierce in Jumanji
- Amy Sakasitz in Dennis la minaccia
- Andrew Lawrence in Mr. Bean - L'ultima catastrofe
- Hannah Taylor Gordon in Jakob il bugiardo
- Shayn Solberg in Air Bud - Campione a quattro zampe
- Hanna R. Hall in Forrest Gump
- Ambyr Childers in The Master
- Megan Burns in 28 giorni dopo
- Alicia Godwin in Qui dove batte il cuore
- Jaime King in Blow
- Azura Skye in 28 giorni
- Kestie Morassi in Wolf Creek
- Leonor Watling in Salvador - 26 anni contro
- Parminder Nagra in Sognando Beckham
- Anne-Marie Duff in Magdalene
- Julia Jentsch in La rosa bianca - Sophie Scholl
- Raffaëla Anderson in Baise moi - Scopami
- Yenny Paola Vega in Maria Full of Grace
- María Alche in La niña santa
- Mélanie Laurent in Now You See Me - I maghi del crimine
- Frédérique Bel in Cambio di indirizzo
- Ludivine Sagnier in L'innocenza del peccato
- Rachel Regulier in La classe - Entre les murs
- Bojana Novaković in Fuori controllo
- Ibtissem Djouiadi in Rachida
- Mahnour Shadzi in Viaggio in India
- Hafsia Herzi in Cous Cous
- Oldoz Javidi in Racconti da Stoccolma
- Yukie Nakama in Ring 0: The Birthday
- Hinako Saeki in The Spiral
- Lee Young-ae in Lady Vendetta
- Sung Hyun-ah in Time
- Li Xiaofeng in La guerra dei fiori rossi
- Yu Nan in Il matrimonio di Tuya
- Jayde Nicole in Un'estate ai Caraibi
- Erika J. Othen in Natale a New York
- Amelie Kiefer in L'onda
- Katharine Isabelle in Insomnia
- Katie Stuart in Masterminds - La guerra dei geni
- Kareena Kapoor in Kambakkht Ishq
- Nancy Tate in La chiave di Sara
- Johanna Braddy in The Grudge 3
- Morgane Polanski in L'uomo nell'ombra
- Dona Tillier in La belle époque
- Michelle Horn in Hostage
- Rachel Blanchard in Snakes on a Plane
- Michelle Trachtenberg in EuroTrip
- Alexandra Maria Lara in La caduta - Gli ultimi giorni di Hitler
- Pia Miller in Dora e la città perduta
- Devrim Özkan in Blue Cave
- Soko in Io danzerò
- Samaire Armstrong in Boygirl - Questione di... sesso
- Verónica Echegui in Tre giorni di Natale
- Issa Rae in The Lovebirds
- Laura Vandervoort in Saw Legacy
- Gemma Arterton in The King's Man - Le origini
- Ayça Ayşin Turan in Voglio crederci
- Lou de Laâge in Un colpo di fortuna - Coup de chance
- Chiara Mastroianni in Marcello mio
- Carmel Amit in Longlegs
- Alessandra Pozzi in Matrimonio a Parigi
- Marie Blokhus in Ritorno in pista

### Film d'animazione
- Daphne Blake in Scooby-Doo e i pirati dei Caraibi, Stai fresco, Scooby-Doo!, Scooby-Doo e il re dei Goblin, Scooby-Doo e la spada del Samurai, Scooby-Doo Abracadabradoo, Scooby-Doo! Paura al campo estivo, Scooby-Doo! La leggenda del Fantosauro, Scooby-Doo! e il Festival dei vampiri, Scooby-Doo! ed il mistero del circo, Scooby-Doo e la maschera di Blue Falcon, Scooby-Doo e il palcoscenico stregato, Scooby-Doo! e il mistero del wrestling, Scooby-Doo! Frankenstrizza, Scooby-Doo! Crociera sulla Luna, Scooby-Doo e il mistero del Rock'n'Roll, Scooby-Doo! e WWE - La corsa dei mitici Wrestlers, Scooby-Doo! Il fantasma del Ranch, Scooby-Doo! & Batman: Il caso irrisolto, Scooby-Doo! e il Fantasma Rosso, Scooby-Doo! e la maledizione del tredicesimo fantasma, Scooby-Doo! ritorno sull'isola degli zombie, Happy Halloween, Scooby-Doo!, Scooby-Doo! Alla corte di Re Artù, Viaggio ad Altrove: Scooby-Doo! incontra Leone il cane fifone, Scooby-Doo! contro i Gul, Scooby-Doo! Fantasmi a Hollywood, Scooby-Doo! Grande festa in spiaggia, Scooby-Doo! e il tesoro del Cavaliere Nero, Scooby-Doo! Adventures: la Mappa del Mistero, Scooby!, Scooby-Doo! I giochi del mistero, Scooby-Doo! In vacanza con il mostro, Scooby-Doo! e il mistero del granturco, Scooby-Doo! La minaccia del cane meccanico, Scooby-Doo! Goal da paura, Scooby-Doo! e il mostro marino
- Tecna, Piff e Livy in Winx Club - Il segreto del regno perduto,[9] Winx Club 3D - Magica avventura;[10] Winx Club - Il mistero degli abissi
- Asuka Soryu Langley da bambina (doppiaggio Dynit 1997) e Misato Katsuragi (ridoppiaggio Netflix 2020) in Neon Genesis Evangelion: Death and Rebirth, Neon Genesis Evangelion: The End of Evangelion
- Daina in Trilli, Trilli e il tesoro perduto, Trilli e il grande salvataggio, Trilli e il segreto delle ali, Trilli e la nave pirata, Trilli e la creatura leggendaria
- Ashley Spinelli in Ricreazione - La scuola è finita, Ricreazione: Un nuovo inizio e Ricreazione: Stiamo crescendo
- Sam Sparks in Piovono polpette, Piovono polpette 2 - La rivincita degli avanzi
- Tiana (parti parlate) in La principessa e il ranocchio e Ralph spacca Internet
- Mopsy Rabbit in Peter Rabbit[11], Peter Rabbit 2 - Un birbante in fuga[12]
- Puffete in Gli Smile and Go e il braciere bifuoco, Gli Straspeed a Crazy World
- Meena in Sing e Sing 2 - Sempre più forte
- Gus e Rosie in Le avventure di Stanley
- Kiki e Ursula in Kiki - Consegne a domicilio (primo doppiaggio)
- Alessandro in Babar
- Tilly in Tilly E Il Draghetto
- Fortunata da adolescente in La gabbianella e il gatto
- Lettie in Il castello errante di Howl
- Ami Mizuno/Sailor Mercury in Pretty Soldier Sailor Moon R: The Movie (secondo doppiaggio)
- Sakura Kinomoto in Card Captor Sakura - The Movie
- Gloria in Happy Feet
- Sakura in Tsubasa Chronicle - Il film
- Colette Tatou in Ratatouille
- Ashlyn in Barbie e le 12 principesse danzanti
- Katrine in Barbie e il canto di Natale
- Chrissy in Cheerleaders - La supersquadra
- Nicole Candler in Sabrina - Amiche per sempre
- April O'Neil in TMNT
- Karaley in L'arca di Noè
- Helen in Una magica notte d'estate
- Dina Volpefina in Chicken Little - Amici per le penne
- Mammera in L'era glaciale 2 - Il disgelo
- Wilma in Niko - Una renna per amico
- Zorra in Cappuccetto Rosso e gli insoliti sospetti
- Angel (parti parlate) in Lilli e il vagabondo II - Il cucciolo ribelle
- Heather in La gang del bosco
- Berta in I Roteò e la magia dello specchio
- Fofì in Gli Animotosi nella terra di Nondove
- Palli in I Lampaclima e l'isola misteriosa
- Corry in Gli Skatenini e le dune dorate
- Mari Brewster in Piccolo grande eroe
- La mamma in Zero Zero
- Qui Qui in La leggenda della montagna incantata
- Gura in L'era glaciale 4 - Continenti alla deriva
- Dumbo in Titeuf - Il film
- Natasha Romanoff/Black Widow in Iron Man: Rise of Technovore
- Ishani in Planes
- Gioiel in Rio 2 - Missione Amazzonia
- Taeko in Pioggia di ricordi
- Stella in Angry Birds - Il film
- Libby in Jimmy Neutron - Ragazzo prodigio
- Le Sorelle in Kubo e la spada magica
- Dott.ssa Harleen Quinzel/Harley Quinn in Lego Batman - Il film
- Shannon Spokes in Cars 3
- Irene in Sherlock Gnomes
- Nutmeg in L'isola dei cani
- Greta in Wonder Park
- Marghi in Pets 2 - Vita da animali
- Valera in Playmobil: The Movie
- Adelina Fortnight in Mister Link
- I.V.A.N. in Lightyear - La vera storia di Buzz
- Panjee in Dragon Ball - La leggenda delle sette sfere (primo doppiaggio)
- Ursa in Boog & Elliot 3
- Amelia Wil Tesla Saillune in Slayers (secondo doppiaggio)[13]
- Elita-1 in Transformers One
- Afia in Mufasa - Il re leone
- Puffetta in I Puffi - Il film

### Serie televisive
- Lea Michele in Squadra emergenza, Glee, Sons of Anarchy e Scream Queens
- Katie Cassidy in Supernatural, Arrow, The Flash, Legends of Tomorrow
- Raven-Symoné in K.C. Agente Segreto, Raven, Una canzone per le Cheetah Girls, The Cheetah Girls 2, A casa di Raven
- Keiko Agena in Una mamma per amica, Castle, The First
- Ashley Johnson in Genitori in blue jeans, Phenom, Blindspot
- Zoë Tapper in Survivors, Mr Selfridge, Liar - L'amore bugiardo
- Rachel Nichols in L'uomo nell'alto castello
- Emmy Rossum in Law & Order - I due volti della giustizia, Shameless, A Futile and Stupid Gesture
- Francia Raisa in La vita segreta di una teenager americana, Christmas Bounty, How I Met Your Father
- Eva Green in Camelot, Penny Dreadful, Liason
- Kaley Cuoco in 8 semplici regole, Streghe
- Morena Baccarin in Stargate: L'arca della verità, Stargate SG-1
- Samaire Armstrong in Dirty Sexy Money, Resurrection
- Aubrey Dollar in Women's Murder Club, Battle Creek
- Emily Rose in Brothers & Sisters - Segreti di famiglia, Jericho
- Natalie Dormer in I Tudors, Silk
- Caterina Scorsone in Private Practice, Grey's Anatomy
- Kirsten Dunst in Fargo, On Becoming a God
- Phoebe Tonkin in H2O, The Secret Circle
- Katy Saunders in Il grande Torino, Sant'Agostino
- Rihanna in Las Vegas, Bates Motel
- Agnes Bruckner (1ª voce), Ashley Cafagna e Shanelle Workman in Beautiful
- Christopher Winsor e Calvin DeVault in Da un giorno all'altro
- Dana Powell in Modern Family
- Emma Stone in Maniac
- Christina Ricci in Pan Am
- Natalia Tena in Wisdom of the Crowd - Nella rete del crimine
- Daniela Ruah in NCIS: Los Angeles
- Paula Morales in Intrecci del passato
- Hilarie Burton in One Tree Hill
- Priyanka Chopra in Quantico
- Julie Gonzalo in Dallas
- Lynn Collins in Manhunt: Unabomber
- Miley Cyrus in Crisis in Six Scenes
- Emilie de Ravin in C'era una volta
- Sonequa Martin-Green in The Walking Dead
- Katharine McPhee in Smash
- Navi Rawat in Numb3rs
- Évelyne Brochu in Orphan Black
- Amy Manson in Being Human (2009)
- Meaghan Rath in Being Human (2011)
- Hannah New in Black Sails
- Madeline Zima in Californication
- Kate Lyn Sheil in The Girlfriend Experience
- Eliza Coupe in Scrubs - Medici ai primi ferri
- Maiara Walsh in Desperate Housewives
- Grace Gummer in Mr. Robot
- Deanna Russo in Satisfaction
- Emilie Ullerup in Sanctuary
- Marisa Ramirez in Mental
- Kerry Condon in Roma
- Tiffany Dupont in Greek - La confraternita
- Vanessa Lengies in American Dreams
- Tina Majorino in Veronica Mars
- Heather Donahue in Taken
- Elisa Donovan in Ragazze a Beverly Hills
- Jesse Draper in The Naked Brothers Band
- Kristin Herrera in Zoey 101
- Ryan Merriman in Jarod il camaleonte
- Emma Lahana in Power Rangers Dino Thunder
- Erin Karpluk in Being Erica
- April Pearson in Skins
- Fiona Button in Lip Service
- Carla Henry in Queer as Folk
- Tanit Phoenix in Femme Fatales - Sesso e crimini
- Jenna Coleman in Doctor Who
- Jessica McNamee in Packed to the Rafters
- Kestie Morassi in Satisfaction
- Kaycee Stroh in High School Musical
- Ariadna Caldas in Fantaghirò 5
- Tammy Blanchard in Sybil
- Scout Taylor-Compton in Sleepover
- Carla Gallo in Bones
- Summer Glau in Dollhouse
- Mae Whitman in Friends
- Kylie Bunbury in Tut - Il destino di un faraone
- Jessica Marais in La spada della verità
- Margarita Levieva in Revenge
- Tiffany Hines in Devious Maids - Panni sporchi a Beverly Hills
- Ruby Rose Langenheim in Orange Is the New Black
- Úrsula Corberó in La dama velata
- Eve Myles in Broadchurch
- Luz Cipriota in Terra ribelle
- Blanca Romero in L'isola
- Blanca Suárez in La bella e la bestia
- Olivia Munn in The Newsroom
- Elizabeth Blackmore in The Vampire Diaries
- Rachel Grate in Crazy Ex-Girlfriend
- Jeananne Goossen in The Night Shift
- Grey DeLisle in Supernatural
- Rachael Taylor in 666 Park Avenue
- Sienna Miller in Anatomia di uno scandalo
- Monica Barbaro in FUBAR
- Shelley Conn in Gen V
- Alissa Jung in Cuori tra le nuvole
- Jazmín Beccar Varela in Rebelde Way (4° doppiaggio)
- Emilia Attias in Teen Angels
- Diana Chaves in Legàmi
- Gemma Arterton in Rapina e fuga
- Lou de Laâge in Anna Karenina
- Yumna Marwan in The Veil
- Susan Kelechi Watson in NCIS - Unità Anticrimine
- Silvia Alonso in Suspicious Minds

### Serie animate
- Daphne Blake in Le nuove avventure di Scooby-Doo, Shaggy e Scooby-Doo, Scooby-Doo - Mystery, Inc., Be Cool, Scooby-Doo!, Scooby-Doo and Guess Who?, PLAYMOBIL: Scooby-Doo! (corti animati animati a passo uno), Bat-Mite Presenta - Batman e i casi più strani (da Batman: The Brave and the Bold) e Cartoni avversari (da Teen Titans Go!)
- Natasha Romanoff / Vedova Nera in Avengers Assemble, Spider-Man, What if...?
- Tecna in Winx Club, World of Winx
- Zoey in A tutto reality - La vendetta dell'isola, A tutto reality - All-Stars
- Nubia Gross in La famiglia Proud, La famiglia Proud: più forte e orgogliosa
- Amy in Che campioni Holly e Benji!!!, Holly e Benji Forever
- Maggie Gyllenhaal (ep. 6x02), Carolyn (ep. 7x01), Audrina Patridge (ep. 7x14), Brenda Quagmire (ep. 10x03) Padma (ep. 14x20) e Brandee (ep. 16x17) nei Griffin
- Grace, Lily, Mandrake, Belladonna, Poison Ivy e Whiffy in Miss Spider
- Asuka Sōryū Langley da bambina (doppiaggio Dynit) e Misato Katsuragi (doppiaggio Netflix) in Neon Genesis Evangelion
- Mary Jane Watson in The Spectacular Spider-Man
- Korra in La leggenda di Korra
- Principessa Azula in Avatar - La leggenda di Aang
- Luanne Platter in King of the Hill
- Alessandro in Babar
- Ashley Spinelli in Ricreazione
- Lor MacQuarrie in Finalmente weekend!
- Col. McDougal in Spriggan
- Nicolas in Cédric
- Sayaka Yumi in Mazinkaiser
- Kitty in Leone il cane fifone
- Dumbo in Titeuf
- Tia in Galactik Football
- Johnny Bravo (versione Donna) in Johnny Bravo
- Bonnie Rockwaller in Kim Possible
- Tiana in Sofia la principessa
- Principessa Morbucks in Le Superchicche
- Numero 86 in Nome in codice: Kommando Nuovi Diavoli
- Zoey Stilton in Horseland
- Courtney Masterson in 6teen
- Uma in Oobi
- Kara Oracle in American Dragon: Jake Long
- Amelie in Le straordinarie avventure di Jules Verne
- Debbie Hyman in American Dad
- Emily in Pat & Stan
- Fiore di Luna (Shunrei) in I Cavalieri dello zodiaco - La leggenda dei guerrieri scarlatti (doppiaggio Dynamic)
- May in Hand Maid May
- Erika Kawai in Boys Be
- Sasami in Chi ha bisogno di Tenchi?
- Julie in Serial Experiments Lain
- Migu in Guru Guru - Il girotondo della magia
- Merle in I cieli di Escaflowne
- Kano Miyazawa in Le situazioni di Lui & Lei
- Mami Honda in Gals!
- Homei in Saiyuki - La leggenda del demone dell'illusione
- Urumi Kanzaki in Great Teacher Onizuka
- Anita in Hunter × Hunter
- Mitsune Konno in Love Hina
- Amber in Brickleberry
- Sayaka Yumi in Mazinkaiser
- Kisaragai Quon in Rahxephon
- Frau Bow in Gundam
- Yukari Hayazawa in Paradise Kiss
- Sara in Samurai Champloo
- Reira Serizawa in Nana
- Haruhi Suzumiya in La malinconia di Haruhi Suzumiya
- Kazuho Amatastu in Nabari
- Naomi Misora in Death Note
- Rouge the Bat in Sonic X
- Maddy Iroaya in MegaMan NT Warrior, MegaMan NT Warrior Axess
- Kallen Kozuki in Code Geass: Lelouch of the Rebellion
- Kunizuka Yayoi in Psycho-Pass
- Queen Serenity in Bishōjo senshi Sailor Moon Crystal
- Mina Loveberry in Marco e Star contro le forze del male
- Sarah Lynn in BoJack Horseman
- Bali in Bali
- Bella in Dottoressa Peluche
- Cedrina in La collina dei conigli
- Dakki in Devichil
- Bridgette in Close Enough
- Colette (ep. 33x06-07) nei Simpson
- Cosette in Excel Saga
- Dr.ssa Jan in Anfibia
- Lea in Eppur si muove
- Neith Venus in Inazuma Eleven GO
- Sera in Hazbin Hotel
- Tsuruko Otawara in The Grimm Variations
- Cyn in Murder Drones
- Barlow in Leviathan

### Documentari e docu-serie
- Elizabeth Taylor in Elizabeth Taylor: L'ultima diva

### Videogiochi
- Daphne Blake in Scooby-Doo! Le origini del mistero e Scooby-Doo! e la palude del mistero
- Tiana e Daina in Disneyland Adventures[14]
- Colette Tatou in Ratatouille
- Dina Volpefina in Chicken Little[15]
- Wonder Woman in DC Universe Online[16]
- Vedova nera in Disney Infinity 2.0 (2014)[17]
- Fragile in Death Stranding[18] e Death Stranding 2: On the Beach[19]

### Programmi televisivi
- Kourtney Kardashian in The Kardashians

## Filmografia
- Lo zio d'America – serie TV (2002)
- Provaci ancora prof! – serie TV, episodi 1x04 e 3x06 (2005-2008)
- La ladra – serie TV, episodio 1x11 (2010)
- Box Office 3D - Il film dei film, regia di Ezio Greggio (2011)
- Non temere, regia di Marco Calvise – cortometraggio (2016)
- Marriage Material, regia di Oran Zegman – cortometraggio (2018)
- Daisy, regia di Diletta Di Nicolantonio – cortometraggio (2022)

## Teatro
- Stella, commedia per amanti, da Wolfgang von Goethe, regia di Walter Pagliaro (2003)[2]
- Hamlet Project, da William Shakespeare, regia di Patrizio Cigliano (2014)[20]

## Audiolibri
- Lizzy in Orgoglio e pregiudizio (2012), regia di Bruno Alessandro, edito da LibriVivi

## Direzione del doppiaggio
- Budapest, regia di Xavier Gens (2018)
- The Perfect Date, regia di Chris Nelson (2019)

## Riconoscimenti
- Miglior interpretazione femminile 2003 al Gran Galà del doppiaggio Romics.
- Miglior doppiaggio al Festival del Cinema di Busto Arsizio 2006, per il doppiaggio italiano di Julia Jentsch in La rosa bianca - Sophie Scholl.
- Premio del pubblico per la voce femminile dell'anno 2007 al Gran Galà del Doppiaggio.
- Leggio d'oro 2010 per il miglior doppiaggio di un'attrice protagonista, la principessa Neytiri (interpretata da Zoe Saldana) in Avatar.
- Miglior attrice non protagonista al Gran Premio Internazionale del doppiaggio Ince 2011, per l'interpretazione di Mila Kunis in Il cigno nero.
- Gran Premio Internazionale del doppiaggio Ince 2015, per il doppiaggio dell'interpretazione di Eva Green in Penny Dreadful.
- Premio Le voci del cinema Ince 2015, per il doppiaggio di Lea Michele in Glee.
- Anello d'oro al Festival del doppiaggio Voci nell'Ombra 2017 come Miglior voce cinema per il doppiaggio di Emma Stone in La La Land.
- Premio del pubblico al Gran Premio Internazionale del doppiaggio per tre anni di seguito, fra il 2017 e il 2019.
- Premio Fellini 2018 per le voci del cinema.
- Musa d'Oro 2021 - Miglior doppiaggio femminile FILM per Margot Robbie (HARLEEN QUINZEL / HARLEY QUINN) in Birds of Prey e premio del Pubblico.
- Musa d'Oro 2021 - Premio del pubblico
- Musa d'Oro 2022 - Premio del pubblico